# 엘레아의 제논

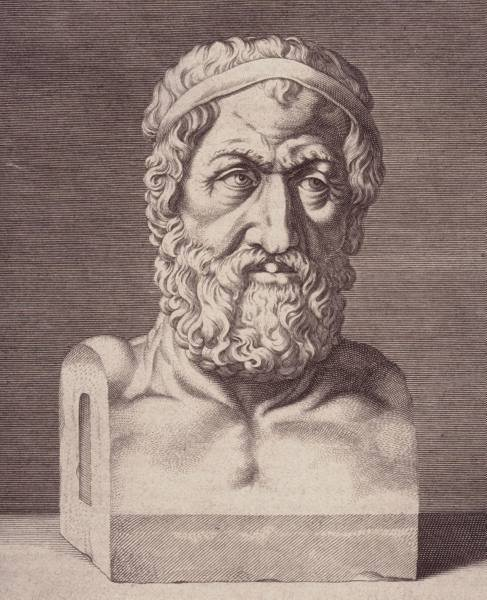

엘레아의 제논(그리스어: Ζήνων ὁ Ἐλεάτης 제논 호 엘레아테스[*], 기원전 490년경 ~ 기원전 430년경)은 소크라테스 이전 시대 마그나 그라이키아의 철학자이며 파르메니데스에 의해 만들어진 엘레아 학파의 학자이다. 이탈리아의 엘레아에서 태어났으며, 불생불멸의 유일한 실재를 인정하였다.
'운동 불가능론'을 주장하였다. 이것은 파르메니데스를 옹호하는 입장에서 제논이 나눌 수 없으며, 영원하고 사라지지 않는 존재인 일자(一者)를 증명하기 위해 내놓은 것이다. 그에 따르면 일자가 아니라 구별 가능한 성질과 운동이 가능한 사물들을 일컫는 다자(多者)를 믿는 것은 논리적으로 자기 모순에 빠지게 된다.
그는 파르메니데스가 발전시킨 고도의 추상화와 분석적 기법을 이용하였다. 또한 반대자들의 논리에서 출발하여 스스로 자가당착에 빠지도록 하였다. 그와 논쟁했던 상대는 아마 피타고라스 학파로 추정되는데, 자세히 밝혀지지는 않았다. 엘레아의 제논이라고 하여 스토아학파의 개조인 제논과 구별된다.

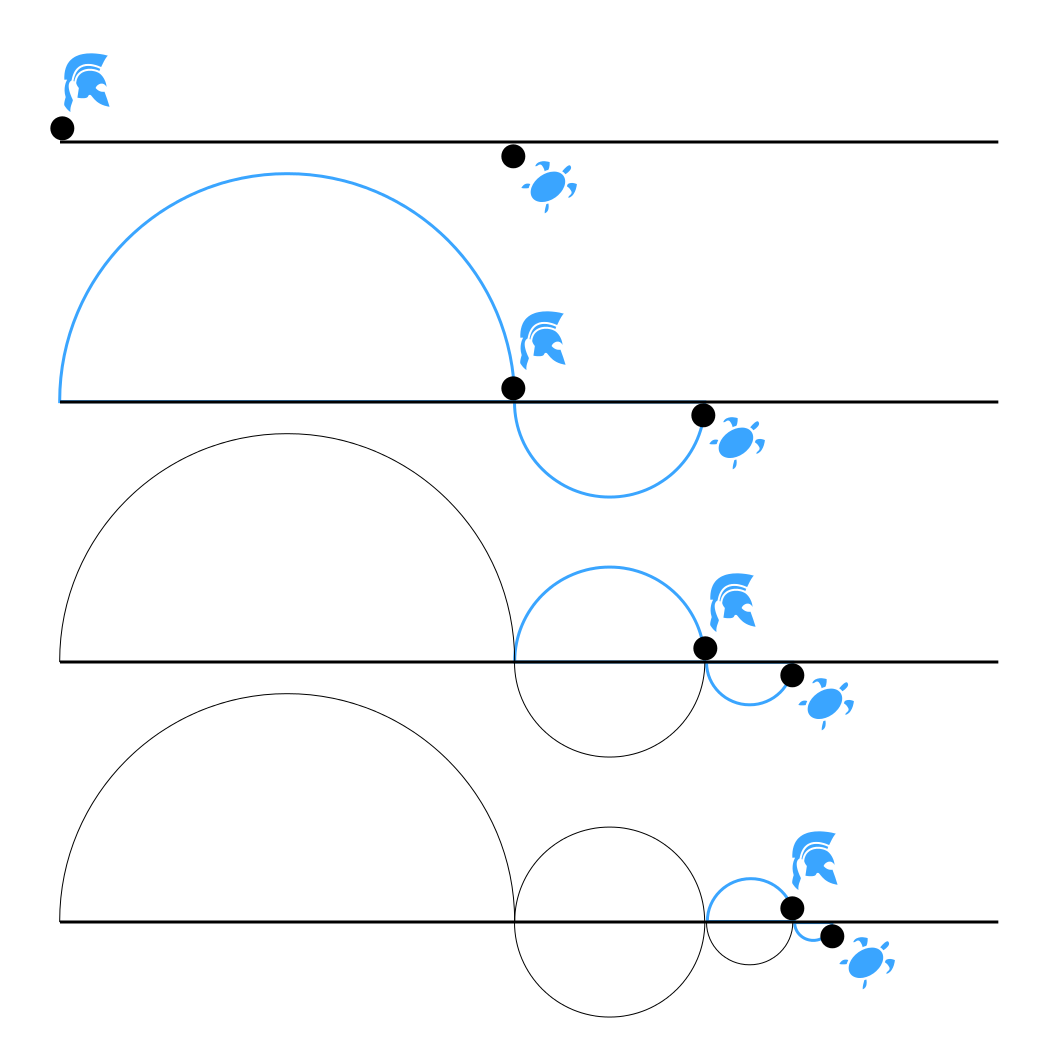
제논의 역설을 나타낸 그림. 아킬레스는 거북을 따라잡지 못하는가?

그는 제논의 역설을 통해 물질의 다원성과 운동성을 인정했을 때의 자가당착을 생생하게 보여주었다. 여기서 그는 높은 수준의 수학적 방법론을 선보인다. 훗날 아리스토텔레스는 제논을 변증법의 발견자라고 칭송하였다.
제논의 자세한 생애는 전해지지 않으나, 폭군에 반대하였다가 목이 잘려 죽었다고 한다. 일설에 따르면, 죽기 전에 왕에게 할말이 있다고 귀를 대보라고 한 뒤 귀를 물어뜯었고, 놀란 사형 집행관이 즉시 목을 자르자 제논의 목은 여전히 왕의 귀에 매달려 있었다고 한다.
그의 모습은 플라톤의 대화편에 나오는 〈파르메니데스〉에 일부 전해져 온다. 거기에 소크라테스와 대화를 나누는 40세 가량의 제논이 나온다. 물론 소크라테스가 기원전 469년에 태어났기 때문에 연대 상으로는 불가능한 일이지만, 대화편 자체는 제논의 사상이 잘 드러나 있다.
또한 제논은 젊은 시절에 자신의 주장을 1권의 책으로 묶었는데, 플라톤은 이 책이 제논도 알지 못하는 사이에 널리 퍼졌다고 기록하였다.

## 저작
고대를 연구하는 많은 학자들이 제논의 글을 인용하지만 그대로 전해지는 그의 저작은 없다.